# Ibn Hayyan
Abu Marwán Hayyán Ibn Jálaf Ibn Husáin Ibn Hayyán al-Qurtubi, conocido habitualmente como Ibn Hayyan o Ibn Haiyan (Córdoba, 987 – ibídem, 1075), historiador hispanomusulmán, fue funcionario de la dinastía amirí e hijo de un importante burócrata de Almanzor. Redactó diversas obras de temática histórica que se han conservado de forma parcial y que constituyen una de las principales fuentes para el estudio del final de la dinastía amirí, las revueltas de Córdoba y el comienzo de los reinos de taifas.
Al igual que Ibn Hazm, se destaca como un defensor de la dinastía de los Omeyas, criticando la caída de esta, con la consiguiente ruptura del centralismo andalusí y la creación de las distintas taifas.

## Obras
- Tarij fuqaha' Qurtuba
- Al-Kitab al-ladhi ŷama‘a fihi bayna Qaitbay al-qubbashi wa Ibn ‘Afif
- Intiŷab al-ŷamil li ma‘athir Banu Jatab
- Al-Ajbar fi il-dawla al-amiriya (en 100 volúmenes)
- Al-Batsha al-kubra (en 10 volúmenes).
- Al-Muqtabis fi tarij al-Andalus (en 10 volúmenes)[1]
- Kitab al-matin.

Entre sus obras más importantes destacan al-Matin y al-Muqtabis.